# الكتلة السوداء (السودان)
كانت الكتلة السوداء منظمة سياسية في السودان المستعمر، تسعى للدفاع عن مصالح السودانيين السود. ظهرت الكتلة السوداء عام 1948. كان مقرها في جبال النوبة. واجهت الكتلة السوداء مقاومة من الأحزاب السياسية السودانية الأخرى، التي وصفتها بأنها منظمة «عنصرية». استسلمت السلطات الاستعمارية البريطانية لضغوط هذه الجماعات، ونفت الكتلة السوداء القدرة على تسجيل نفسها كحزب سياسي.